# Takaoka (Miyazaki)
Takaoka (高岡町, Takaoka-chō) était un bourg de la préfecture de Miyazaki, sur l'île de Kyūshū, au Japon.

## Géographie

### Démographie
Le 1er janvier 2005, Takaoka comptait 12 454 habitants, répartis sur une superficie de 144,58 km2 (densité de population de 86 hab./km2).

### Topographie
Avec Tano, Takaoka forme la limite occidentale de la ville de Miyazaki ainsi que l'essentiel de son hinterland. Il s'agit de la partie la plus rurale de cette agglomération et la moins densément peuplée.

### Municipalités limitrophes
Takaoka est bordé au nord par les bourg de Kunitomi et d'Aya, à l'ouest par la ville de Miyakonojō (et particulièrement les anciens bourgs de Takajō et de Yamanokuchi) et au sud le bourg de Nojiri (Miyazaki). 

### Hydrographie
Le centre-ville de Takaoka est traversé d'ouest en est par le fleuve Ōyodo, cours d'eau qui descend sur son territoire des hauteurs de l'intérieur de l'île vers la plaine de Miyazaki.

## Histoire
Le 1er janvier 2006, Takaoka a fusionné avec la capitale préfectorale : Miyazaki. Avant sa fusion dans Miyazaki, il accueillait le siège de l'administration du district de Miyazaki.

## Économie
Takaoka développe une production qui reste essentiellement agricole, notamment des oranges ou des concombres. 